# Schamal asch-Scharqiyya
Schamal asch-Scharqiyya (arabisch محافظة شمال الشرقية, DMG Muḥāfaẓat Šamāl aš-Šarqīya, etwa ‚der Nordosten‘) ist eines der elf Gouvernements des Oman. Es wurde 2011 im Rahmen einer Gebietsreform des Oman geschaffen, wobei die Region asch-Scharqiyya in einen Nord- und einen Südteil (Dschanub asch-Scharqiyya) aufgeteilt wurde. Geographisch gesehen, liegt der Südteil im Osten und der Nordteil im Westen. Seine Hauptstadt ist Ibra. Das Gouvernement ist in die Wilayat Ibra, al-Mudaibi, Bidiyya, al-Qabil, Wadi Bani Chalid und Dima wa at-Tayyin aufgeteilt. 

## Geographische Lage
| ad-Dachiliyya | Gouvernement Maskat                         | Gouvernement Maskat      |
| ad-Dachiliyya | Kompassrose, die auf Nachbargemeinden zeigt | Dschanub asch-Scharqiyya |
| al-Wusta      | Dschanub asch-Scharqiyya                    | Dschanub asch-Scharqiyya |